# كريس أتكينسون (لاعب كرة قدم)
كريس أتكينسون (بالإنجليزية: Chris Atkinson)‏ (13 فبراير 1992 في المملكة المتحدة - ) هو لاعب كرة قدم بريطاني في مركز الوسط. لعب مع برادفورد سيتي ونادي ترانمير روفرز لكرة القدم ونادي تشيسترفيلد ونادي كرو ألكساندرا وهدرسفيلد تاون ودارلينجتون إف سى.

## وصلات خارجية
- كريس أتكينسون على موقع قاعدة بيانات كرة القدم.إي يو (الإنجليزية)
- كريس أتكينسون على موقع Soccerbase.com (لاعب) (الإنجليزية)